# Mohr-Westphalsche Waage

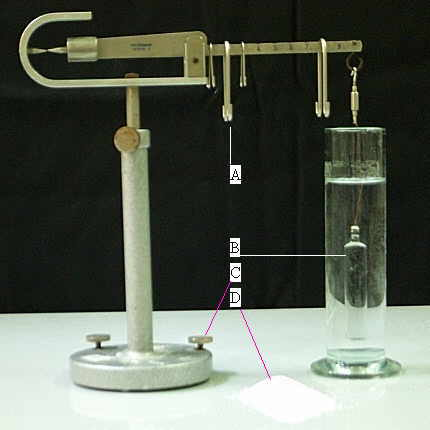
Versuchsaufbau:
A: Gewichte, B: Glasschwimmer, C: Stellschrauben für horizontale Ausrichtung, D: Salz zum Auflösen im Wasser

Die Mohr-Westphalsche-Waage (nach Karl Friedrich Mohr) ist eine ungleicharmige Hebelwaage zur Bestimmung der Dichte von Flüssigkeiten. Sie kann auch zur Bestimmung der Dichte von eingetauchten Feststoffen verwendet werden.
Der statische Auftrieb, den ein Körper erfährt, der in die Flüssigkeit eingetaucht wird, ist proportional zur Masse der verdrängten Flüssigkeitsmenge. Daraus kann bei bekanntem Volumen des Körpers auf die Dichte der Flüssigkeit geschlossen werden (Archimedisches Prinzip).
Die Waage ist so konstruiert und kalibriert, dass die Dichte der Flüssigkeit direkt dezimal abgelesen werden kann. Dazu befinden sich am Lastarm 10 Kerben, in die Massestücke eingehängt werden, bis sich die Waage im Gleichgewicht befindet. Nun liest man vom schwersten zum leichtesten hin ab, wobei jeweils die Nummer der Kerbe die Ziffer der jeweiligen Stelle der Dichte angibt.